# 訃報 1980年12月
訃報 1980年12月（ふほう 1980ねん12がつ）では、1980年（昭和55年）12月中に物故した、又は物故が報じられた人物についてまとめる。

## （1日 - 15日）

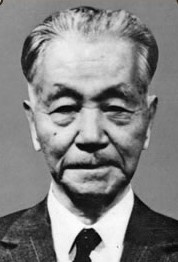
松田竹千代／12月1日没

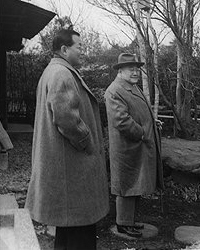
麻生太賀吉（左）／12月2日没

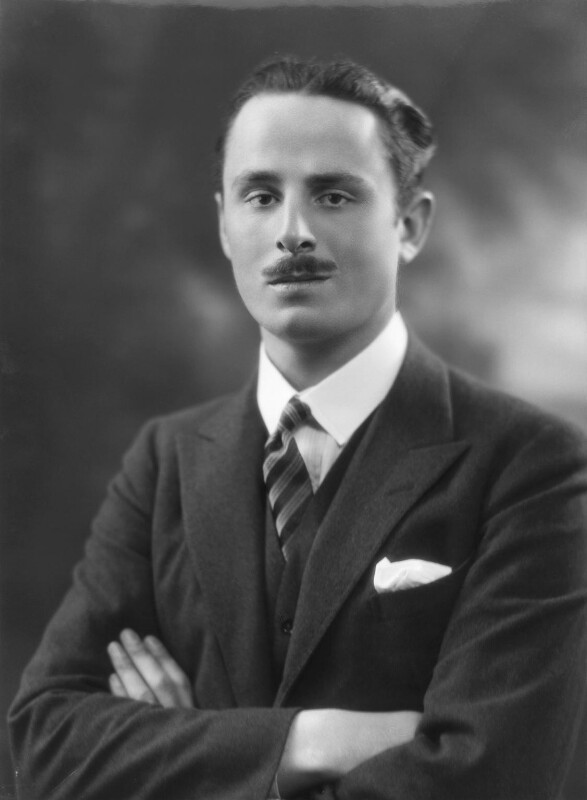
オズワルド・モズリー／12月3日没

広瀬正雄／12月3日没

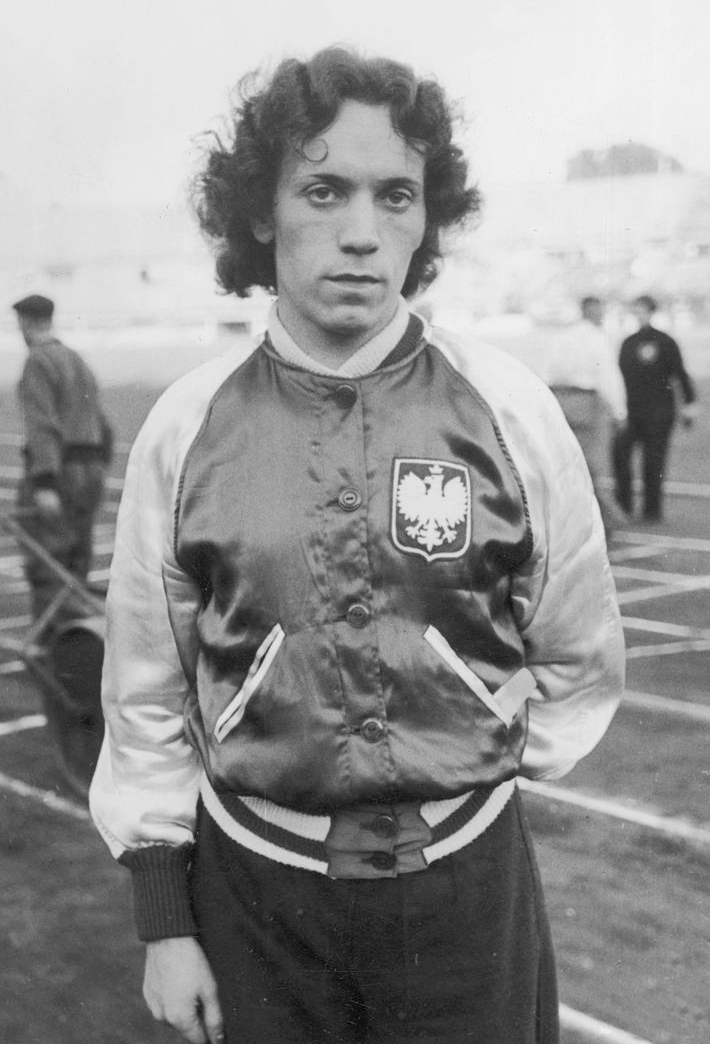
スタニスラワ・ワラシェビッチ／12月4日没

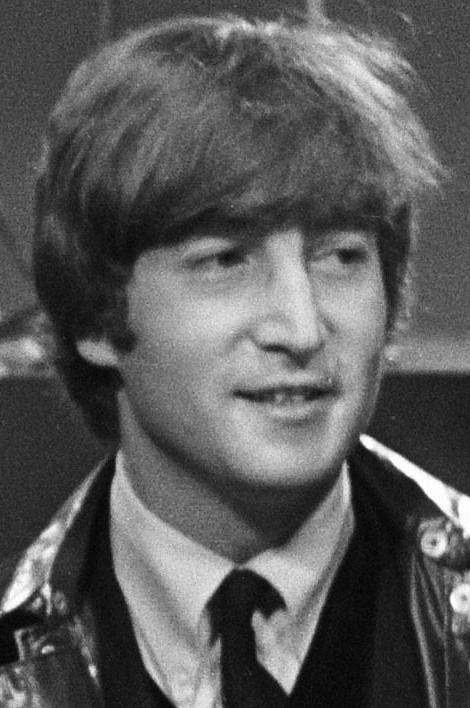
ジョン・レノン／12月8日没

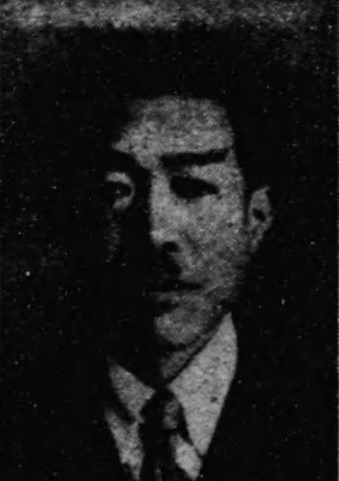
菊池重作／12月9日没

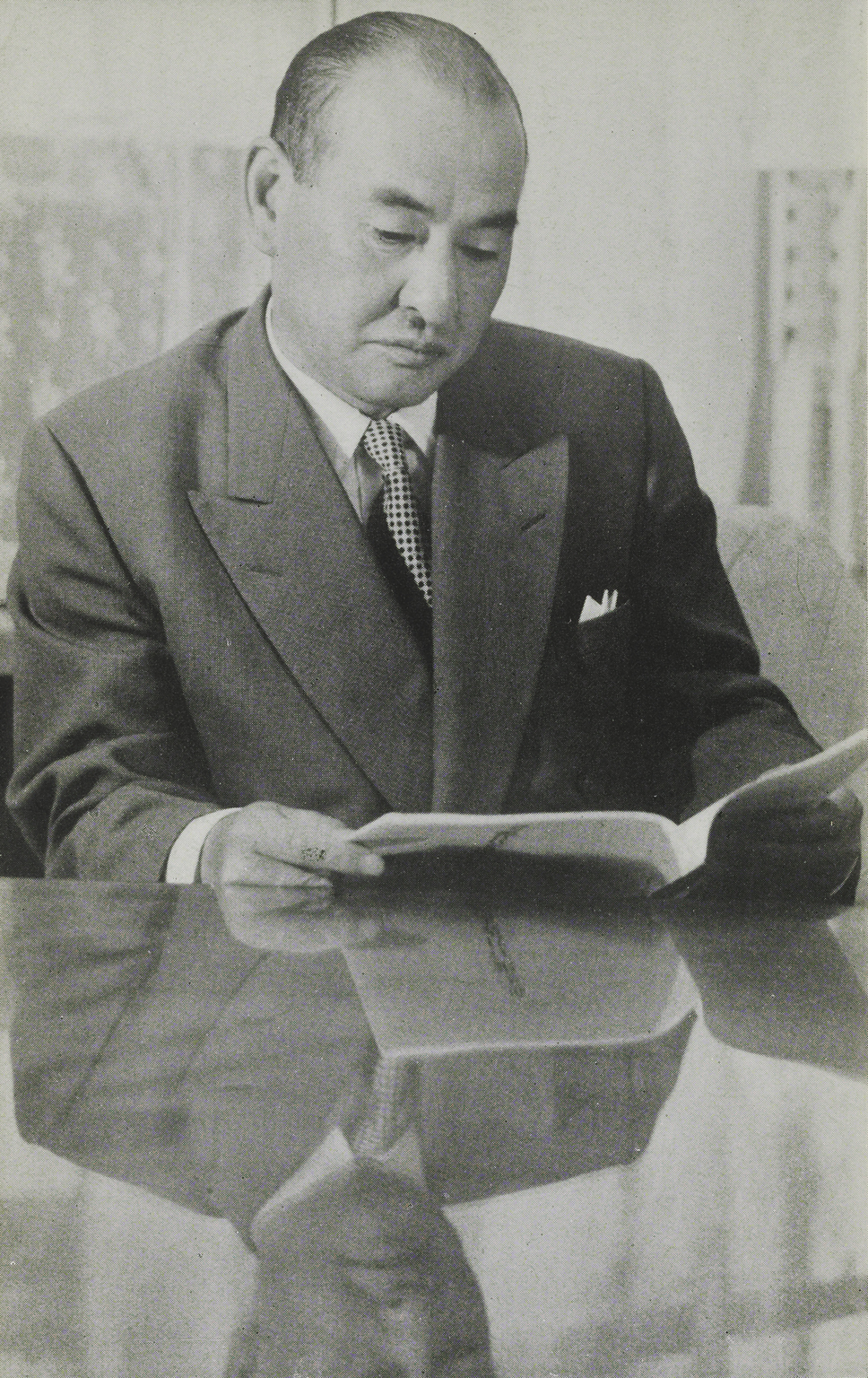
藤井丙午／12月14日没

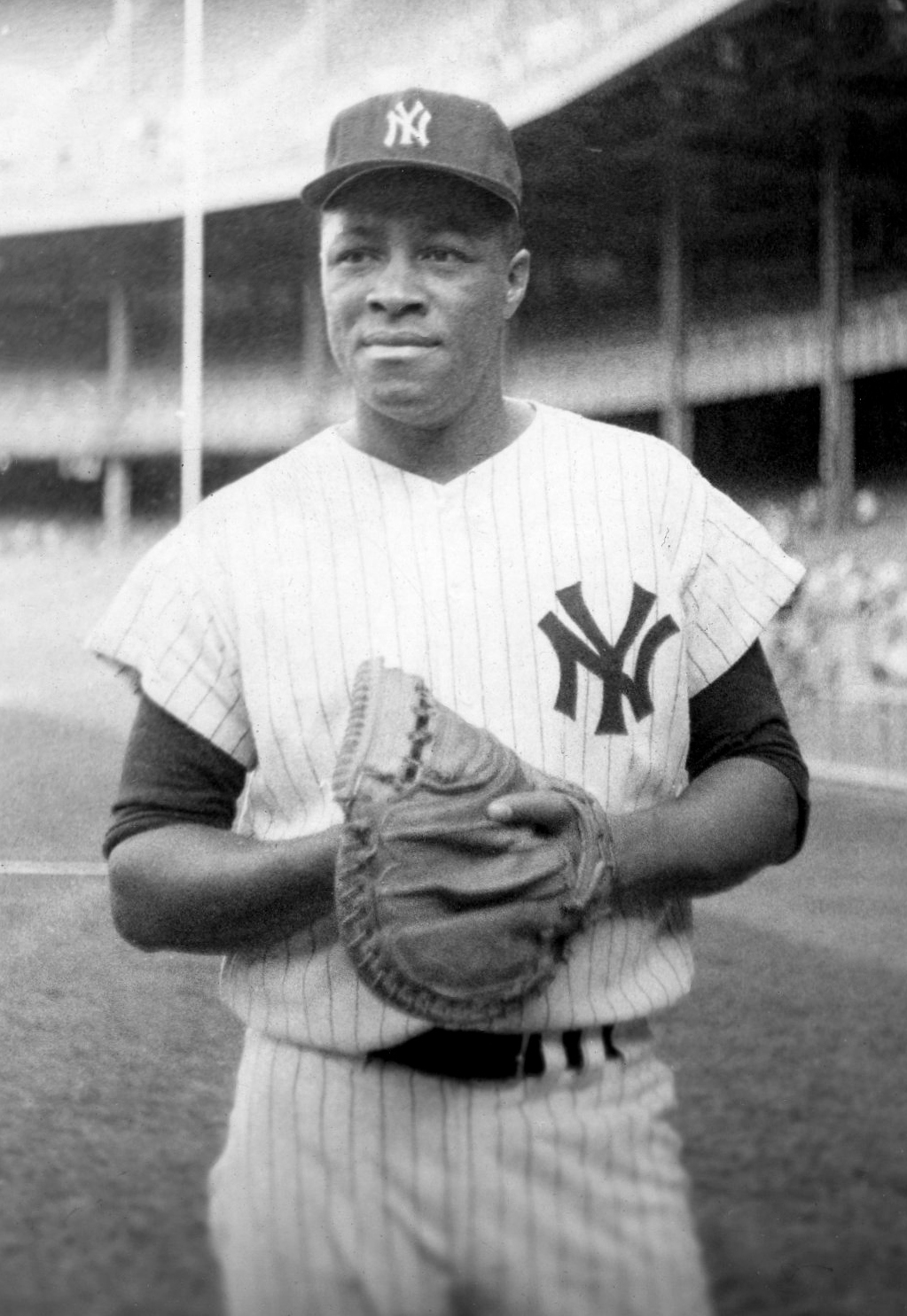
エルストン・ハワード／12月14日没

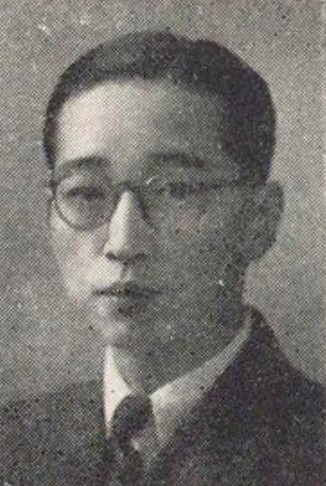
南部利英／12月15日没

- 12月1日 - 沢田茂、陸軍軍人（* 1887年）
- 12月1日 - 松田竹千代、政治家、第55代衆議院議長（* 1888年）
- 12月2日 - 麻生太賀吉、実業家・衆議院議員（* 1911年）
- 12月3日 - オズワルド・モズリー、イギリスのファシズム運動指導者（* 1896年）
- 12月3日 - 広瀬正雄、政治家（* 1906年）
- 12月3日 - 板沢峰生、プロ野球選手（* 1961年）
- 12月4日 - スタニスラワ・ワラシェビッチ、陸上競技選手（* 1911年）
- 12月5日 - 大岩山大五郎、大相撲力士（* 1919年）
- 12月7日 - 久保卓也、警察・防衛官僚（* 1921年）
- 12月8日 - 大槻正男、農業経済学者（* 1895年）
- 12月8日 - ジョン・レノン、音楽家・ビートルズメンバー（* 1940年）
- 12月9日 - 菊池重作、社会運動家・実業家・政治家（* 1897年）
- 12月9日 - 金尾梅の門、俳人（* 1900年）
- 12月10日 - 寺崎浩、小説家・詩人（* 1904年）
- 12月12日 - 花郁悠紀子、漫画家（* 1954年）
- 12月13日 - 長谷川潔、版画家（* 1891年）
- 12月14日 - 藤井丙午、実業家・政治家（* 1906年）
- 12月14日 - エルストン・ハワード、メジャーリーガー（* 1929年）
- 12月15日 - 南部利英、南部家第44代当主（* 1907年）

## （16日 - 31日）

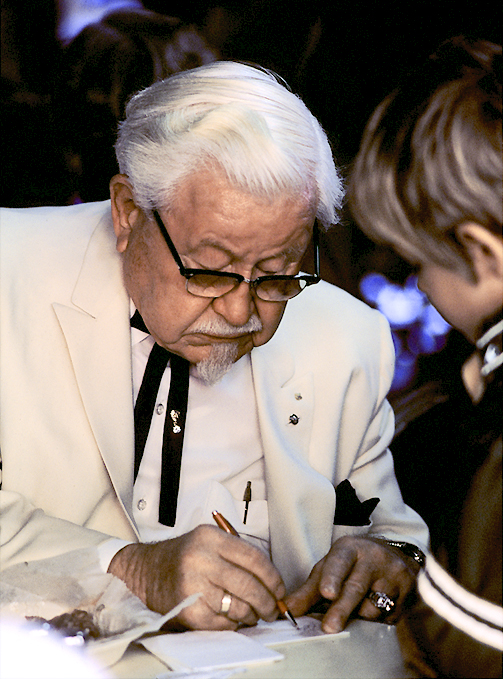
カーネル・サンダース／12月16日没

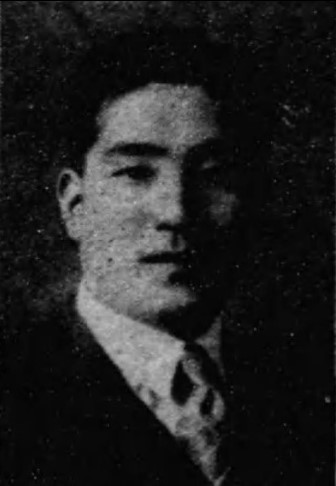
鈴木隆夫／12月16日没

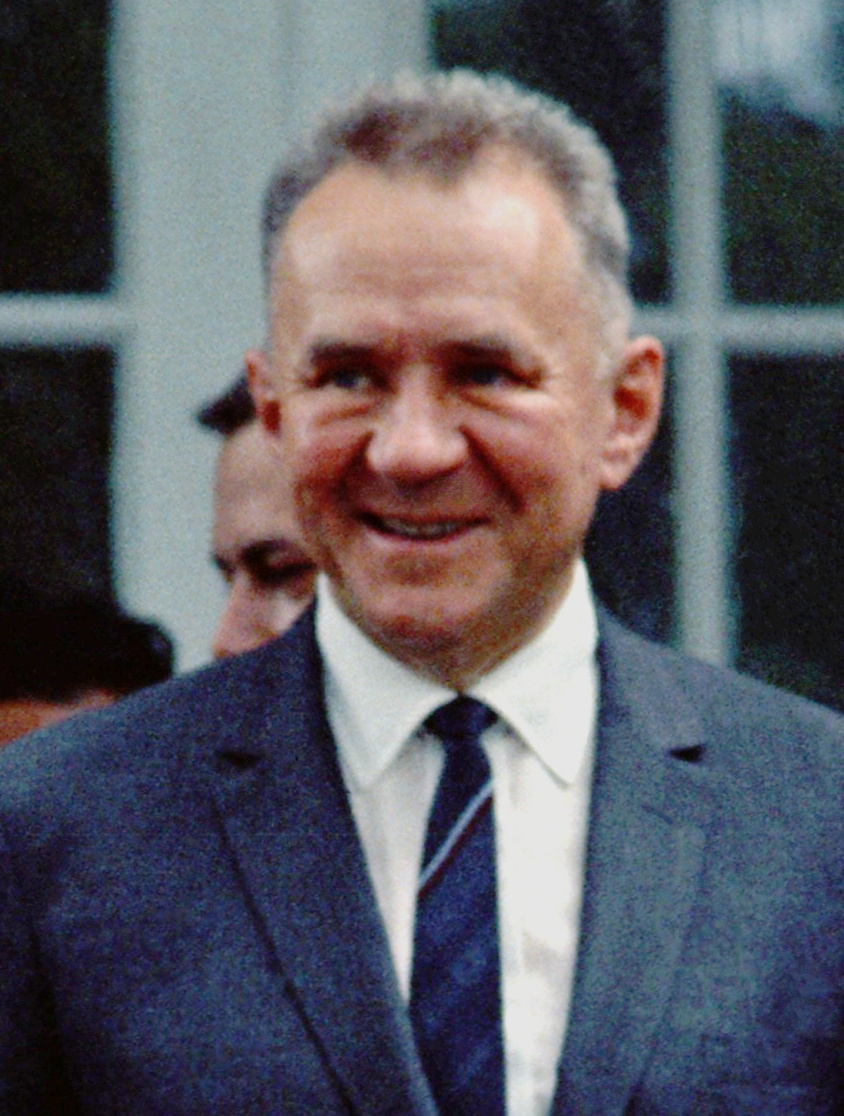
アレクセイ・コスイギン／12月18日没

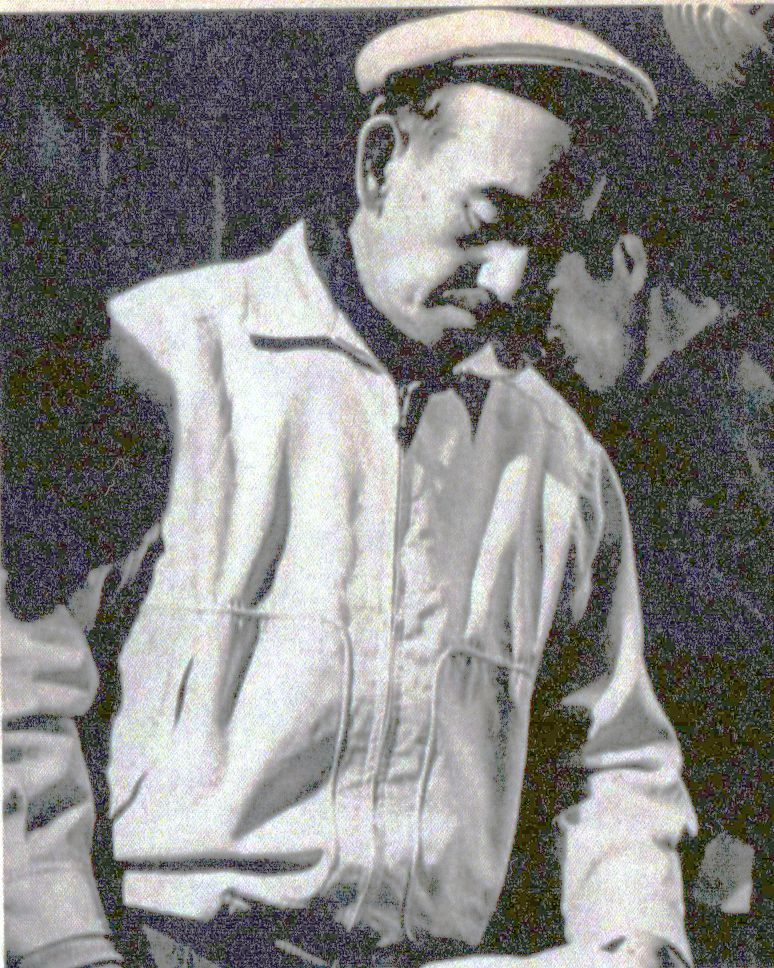
渋谷実／12月20日没

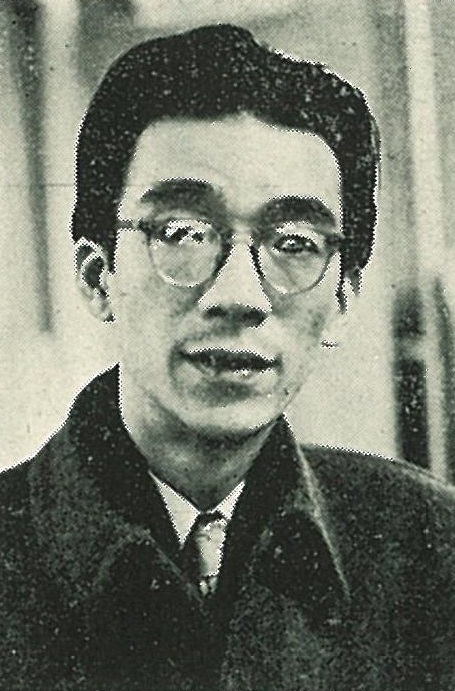
梅田晴夫／12月21日没

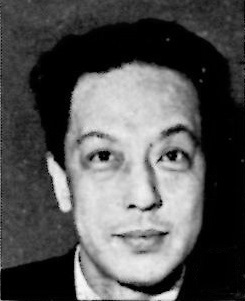
土方定一／12月23日没

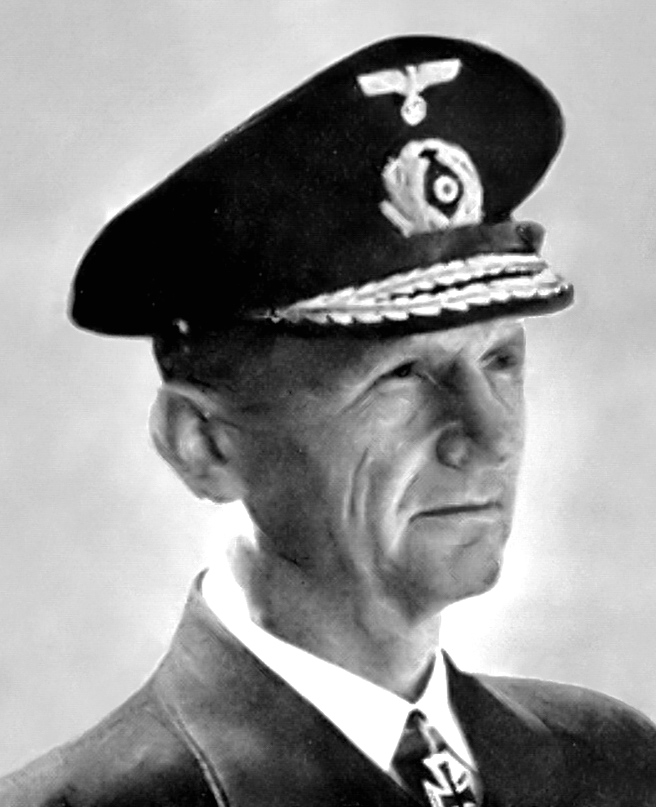
カール・デーニッツ／12月24日没

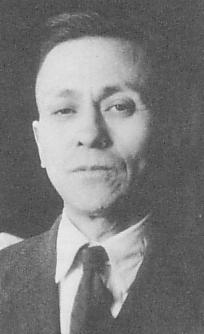
山田盛太郎／12月27日没

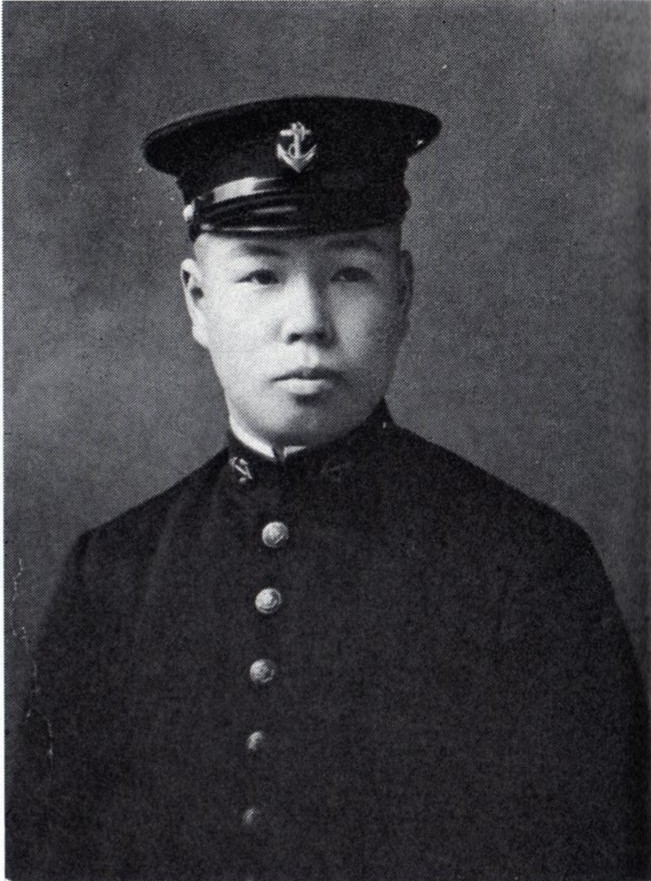
山崎重暉／12月28日没

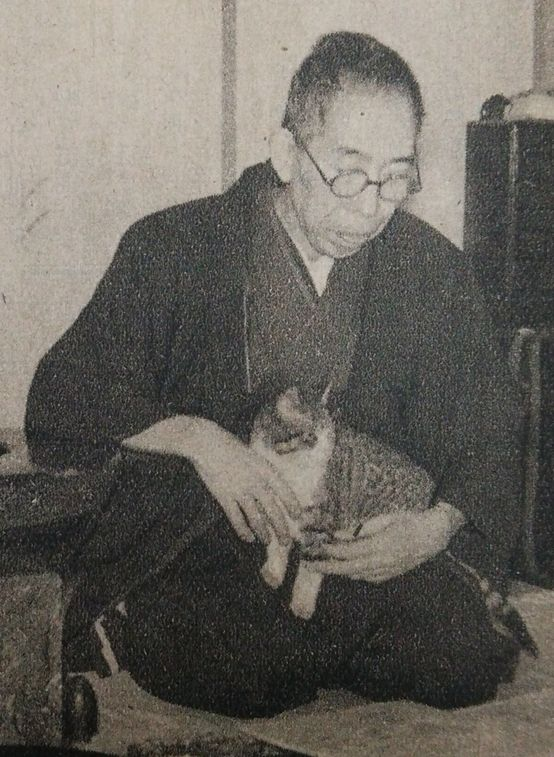
堅山南風／12月30日没

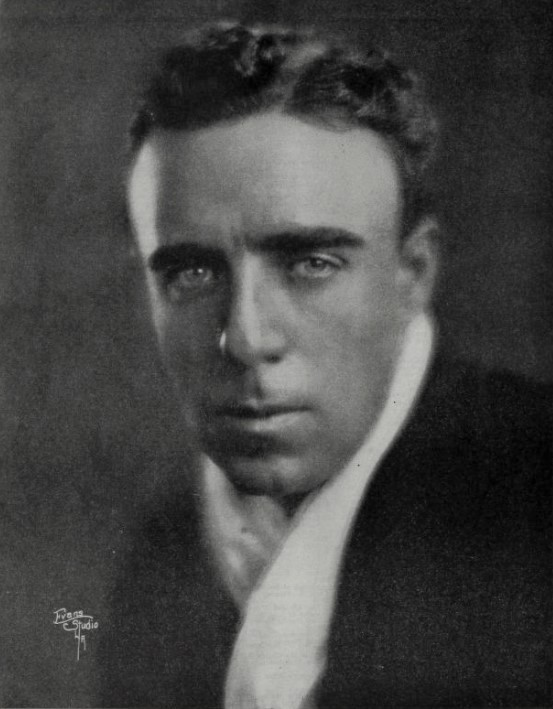
ラオール・ウォルシュ／12月31日没

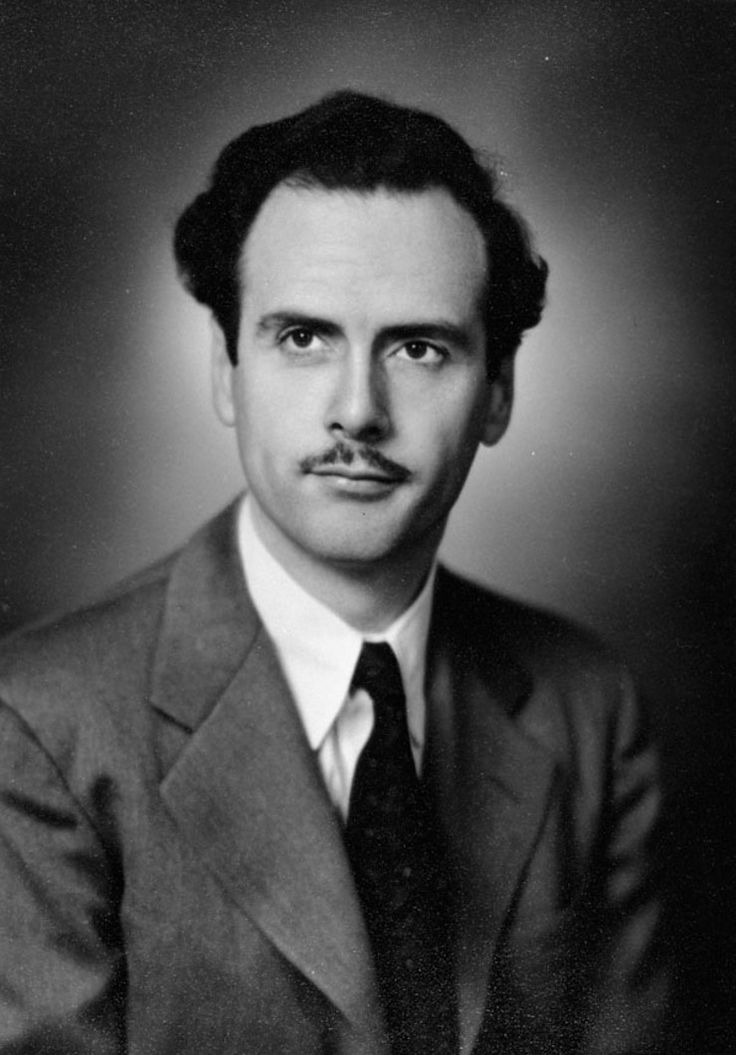
マーシャル・マクルーハン／12月31日没

- 12月16日 - カーネル・サンダース、ケンタッキーフライドチキン創業者（* 1890年）
- 12月16日 - 鈴木隆夫、官僚・国会職員・法学博士（* 1904年）
- 12月17日 - 吉阪隆正、建築家（* 1917年）
- 12月18日 - アレクセイ・コスイギン、ソビエト連邦首相（* 1904年）
- 12月20日 - ベン・シャープスティーン、映画監督・映画プロデューサー（* 1895年）
- 12月20日 - 渋谷実、映画監督（* 1907年）
- 12月20日 - 山内正、作曲家（* 1927年）
- 12月20日 - 紅露みつ、政治家・参議院議員（* 1893年）
- 12月21日 - 梅田晴夫、劇作家（* 1920年）
- 12月22日 - 雲井龍之介、俳優（* 1903年）
- 12月23日 - 樺俊雄、哲学者・社会学者（* 1904年）
- 12月23日 - 鈴木彪平、教育者（* 1914年）
- 12月23日 - 大橋幡岩、ピアノ調律師・ピアノ製造技師（* 1896年）
- 12月23日 - 土方定一、美術評論家・美術史家（* 1904年）
- 12月24日 - カール・デーニッツ、ドイツ軍人・ヒトラー死後のドイツ総統（* 1891年）
- 12月25日 - 神谷正太郎、実業家・トヨタ自動車販売株式会社名誉会長（* 1898年）
- 12月26日 - 内野壮児、社会運動家（* 1908年）
- 12月27日 - 嵐璃珏 (5代目)、歌舞伎役者・サイレント映画俳優（* 1900年）
- 12月27日 - 山田盛太郎、マルクス経済学者（* 1897年）
- 12月28日 - 山崎重暉、海軍軍人（* 1893年）
- 12月28日 - 等松農夫蔵、監査法人トーマツ創業者（* 1896年）
- 12月29日 - 重園贇雄、作詞家（* 1908年）
- 12月30日 - 中村浩、微生物学者（* 1910年）
- 12月30日 - 堅山南風、日本画家（* 1887年）
- 12月31日 - 西沢権一郎、元長野県知事（* 1906年）
- 12月31日 - ラオール・ウォルシュ、映画監督（* 1887年）
- 12月31日 - マーシャル・マクルーハン、英文学者・文明批評家（* 1911年）